# Dysmachus costalis
Dysmachus costalis är en tvåvingeart som beskrevs av Theodor 1980. Dysmachus costalis ingår i släktet Dysmachus och familjen rovflugor.
Artens utbredningsområde är Israel. Inga underarter finns listade i Catalogue of Life.